# Château de Lalande
Le château de Lalande est un château situé à Lalande, en France.

## Localisation
Le château est situé dans le département français de l'Yonne, sur la commune de Lalande.

## Description
Le château a été bâti en trois phases entre la fin du XVIe siècle et celle du XVIIe siècle. Il présente un bel exemple d'évolution typologique de la modénature brique et pierre dans cette région de Puisaye. L'ensemble est formé d'un château complété par deux communs en retour d'équerre, un colombier, des douves, une grille et une allée perspective. La ferme du domaine, à droite du château, est dénaturée.

## Historique
La seigneurie est citée pour la première fois en 1170, sous le nom de Landa. Il s'agit alors d'un fief de la baronnie de Toucy.
En 1585, Olivier Foudriat, lieutenant particulier au bailliage d'Auxerre, vend les terres et la seigneurie de Lalande à Loup du Deffand. La seigneurie est érigée en marquisat en 1647 pour Louis du Deffand, lieutenant général en Orléanais, Dunois et Vendômois, à l'occasion de son mariage avec Anne-Madeleine Brulard. L'aisance que lui procure ce mariage lui permet de bâtir un nouveau château destiné à remplacer la simple gentilhommière de Lalande. Il meurt sans avoir pu mener les travaux à leur terme. Son petit-fils Jean-Baptiste du Deffand, marquis de Lalande, colonel de dragons, épouse en 1718 sa cousine Marie de Vichy-Chamrond. Mais la nouvelle, sémillante et spirituelle marquise de Lalande se lasse rapidement des séjours que son époux la contraint de faire à Lalande. Elle préfère renoncer à la vie commune et s'installer à Paris, où elle tient l'un des plus célèbres salon de son temps.
En 1809, le château passe, par achat, aux mains de la famille de La Celle, puis, par mariage, en celles des Beaurepaire de Louvagny, qui le conservent jusqu'en 1939.
L'édifice est inscrit au titre des monuments historiques en 2000.